# 阿奈
阿奈（法語：Annay，法語發音：[anɛ]）是法国上法兰西大区加来海峡省的一个市镇，属于朗斯区。

## 地理
阿奈（50°27'49"N, 2°52'56"E）面积4.33 平方千米，位于法国上法蘭西大區加来海峡省，该省份为法国北部沿海省份，西北濒北海，南至索姆省，东临北部省。
与阿奈接壤的市镇（或旧市镇、城区）包括：蓬塔旺丹、卢瓦松苏朗斯、旧旺丹、卡尔万、埃斯特韦勒、阿尔讷。
阿奈的时区为UTC+01:00、UTC+02:00（夏令时）。

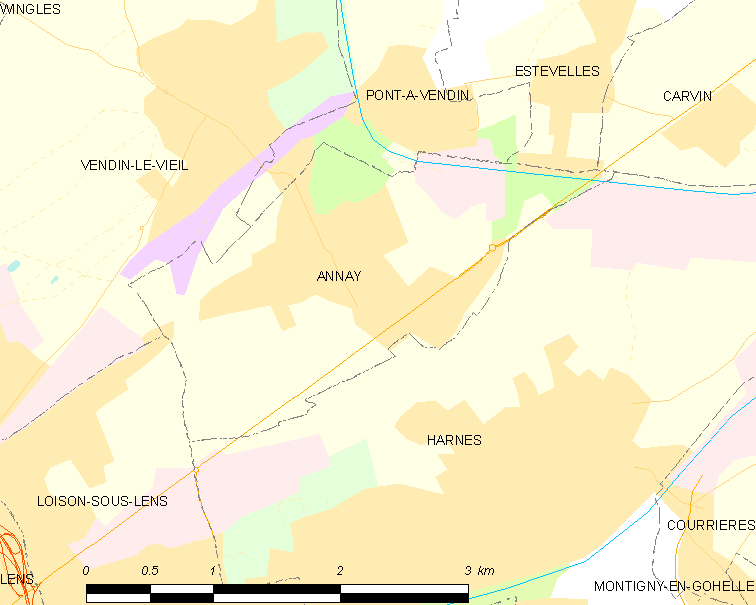
阿奈的OSM定位图

## 行政
阿奈的邮政编码为62880，INSEE市镇编码为62033。

## 政治
阿奈所属的省级选区为朗斯县。

## 人口

1962-2008年间阿奈人口变化图示

阿奈于2022年1月1日时的人口数量为4544人。